# Julie Vlasto
Pénélope Julie "Diddie" Vlasto Serpieri (Marselha, 8 de agosto de 1903 - Lausana, 2 de março de 1985) foi uma tenista francesa. Medalhista olímpico de prata em simples, em 1924.

## Grand Slam finais

### Duplas: 2 (2 títulos)
| Resultado | Ano  | Torneio              | Parceira        | Oponentes                  | Score          |
| Campeã    | 1925 | French Championships | Suzanne Lenglen | Kitty McKane Evelyn Colyer | 6–1, 9–11, 6–2 |
| Campeã    | 1926 | French Championships | Suzanne Lenglen | Kitty McKane Evelyn Colyer | 6–1, 6–1       |

### Duplas Mistas: 1 (1 vice)
| Resultado | Ano  | Torneio              | Parceira     | Oponentes                       | Placar   |
| Vice      | 1925 | French Championships | Henri Cochet | Suzanne Lenglen Jacques Brugnon | 2–6, 2–6 |

## Grand Slam performance em simples
| Torneio           | 1923  | 1924  | 1925  | 1926  | 1927  | 1928  | 1929  | 1930  | 1931  | V-D   |
| ----------------- | ----- | ----- | ----- | ----- | ----- | ----- | ----- | ----- | ----- | ----- |
| Australian Open   | A     | A     | A     | A     | A     | A     | A     | A     | A     | 0 / 0 |
| Aberto da França1 | QF    | NH    | SF    | 2R    | A     | A     | A     | A     | 1R    | 0 / 4 |
| Wimbledon         | 4R    | A     | A     | SF    | A     | A     | 2R    | 1R    | A     | 0 / 4 |
| US Open           | A     | A     | A     | A     | A     | A     | A     | A     | A     | 0 / 0 |
| SR                | 0 / 2 | 0 / 0 | 0 / 1 | 0 / 2 | 0 / 0 | 0 / 0 | 0 / 1 | 0 / 1 | 0 / 1 | 0 / 8 |